# Памятники Ленину (Красный Сулин)
Памятники Ленину в городе Красный Сулин — памятники В. И. Ленину, установленные в городе Красный Сулин в советский период в рамках культа личности Ленина, кода подобные памятники устанавливались во всех городах СССР. 

## История

### Памятник Ленину на центральной площади
Первый в городе памятник В. И. Ленину был установлен на центральной площади города, носящей имя В. И. Ленина, в ноябре 1934 года по инициативе бывшего директора Сулинского металлургического завода Ивана Григорьевча Соловьева (1934—1939). Памятник установили между зданиями Администрации Красносулинского района и Молодежного центра. Скульптура находилась на четырехметровом железобетонном облицованном серым и розовым гранитом постаменте и представляла собой пролетарского вождя, выступающего на броневике перед трудящимися. 
В 1942 году, во время Великой Отечественной войны, памятник был взорван немцами. В 1945 году его восстановили, а в 1966 году перенесли на территорию Сулинского металлургического завода. В 1967 году на этом месте был открыт новый памятник Ленину, выполненный по проекту скульптора-монументалиста Исаака Давидовича Бродского. Ленин изображен стоящим на постаменте, облицованном серой плиткой, правой рукой он держит лацкан пиджака, в левой руке — свернутый в трубочку листок бумаги.
Около памятника на площади проходят демонстрации и митинги жителей города.

### Памятник Ленину в п. Несветай-ГРЭС
Второй памятник В. И. Ленину был сооружен и установлен в 1956 году в посёлке Несветай-ГРЭС рядом с Дворцом культуры энергетиков. Памятник был изготовлен из железобетона и гипса. Размеры памятника: высота постамента — 2,5 м; высота скульптуры — 1,8 метра.

### Памятник Ленину на территории завода металлоконструкций
В 1975 году к 30-летию Победы советского народа над фашистской Германией был установлен памятник В. И. Ленину на территории завода металлоконструкций (ЗМК). Тиражная скульптура была изготовлена из гипса и железобетона и стояла на каменном постаменте, облицованном гранитом напротив заводоуправления. Размеры постамента: 1,2 м на 1,2 м. Скульптура имеет высоту в 2 метра. Ленин изображен стоящим в пальто с согнутой левой рукой. (демонтирован, реконструирован, установлен в парке им. Андрея Сулина, возле летнего кинотеатра "Зеленый" - 23.09.2022 г.)